# همت أباد (فيروزة)
همت أباد (بالفارسية: همت‌آباد) هي مدينة تقع في إيران في Taghenkoh District. يقدر عدد سكانها بـ 1,264 نسمة .